# Ruta Nacional 151 (Argentina)
La Ruta Nacional 151 es una carretera argentina, que se encuentra en el norte de la Provincia de Río Negro y el oeste de la Provincia de La Pampa. En su recorrido de 315 kilómetros pavimentados une la rotonda de la ciudad de Cipolletti donde convergen la Ruta Nacional 22, la Ruta Provincial 65 y esta carretera con el empalme con la Ruta Nacional 143 a 21 km del pueblo de Santa Isabel.

## Recorrido
La ruta cruza el límite entre las provincias de Río Negro y La Pampa por el Puente-Dique Punto Unido de 184 metros de extensión sobre el Río Colorado, inaugurado el 25 de mayo de 1972. Anteriormente se utilizaba una balsa para el cruce del río.

## Historia
En el marco del Primer Plan Quinquenal lanzado por el presidente Perón se le asigna una importancia estratégica para la región, especialmente para fomentar la producción de productos agrícolas, frutas, hortalizas, etc. En 1949 comienzan las obras de asfaltado
conecta localidades importantes como Cipolletti, Catriel, Cinco Saltos donde se llevaba adelante la construcción de una central hidroeléctrica, siendo inaugurada en 1951 con 250 kilómetros que serían extendidos hasta su traza actual de 315 km en 1954 hacia el sur para ser utilizada por la industria hidrocarburífera, siendo inaugurada por el Presidente Juan Domingo Perón y el gobernador Emilio Belenguer.

## Localidades
Las ciudades y pueblos por los que pasa esta ruta de sur a norte son los siguientes (los pueblos con menos de 5000 habitantes figuran en itálica).

### Provincia de Río Negro
Recorrido: 150 km (kilómetro 0 a 150).
- Departamento General Roca: Cipolletti (kilómetro 0-3), Ferri (km 7), Cinco Saltos (km 13), Barda del Medio (km 28) y Catriel (km 128).

### Provincia de La Pampa
Recorrido: 165 km (km 150 a 315).
- Departamento Puelén: Veinticinco de Mayo (km 150) y Puelén (km 195).

- Departamento Chical Co: Algarrobo del Águila (km 309).

- Departamento Chalileo: No hay poblaciones.

## Traza antigua
Antiguamente esta ruta llegaba hasta Santa Isabel ya que la ruta 143 tenía una traza diferente.